# زبابة صينية
زبابة صينية (الاسم العلمي: Sorex sinalis) (بالإنجليزية: Chinese Shrew)‏ هي نوع من الحيوانات يتبع جنس الزبابة من فصيلة الزبابات.